# Cantabria del Ebro

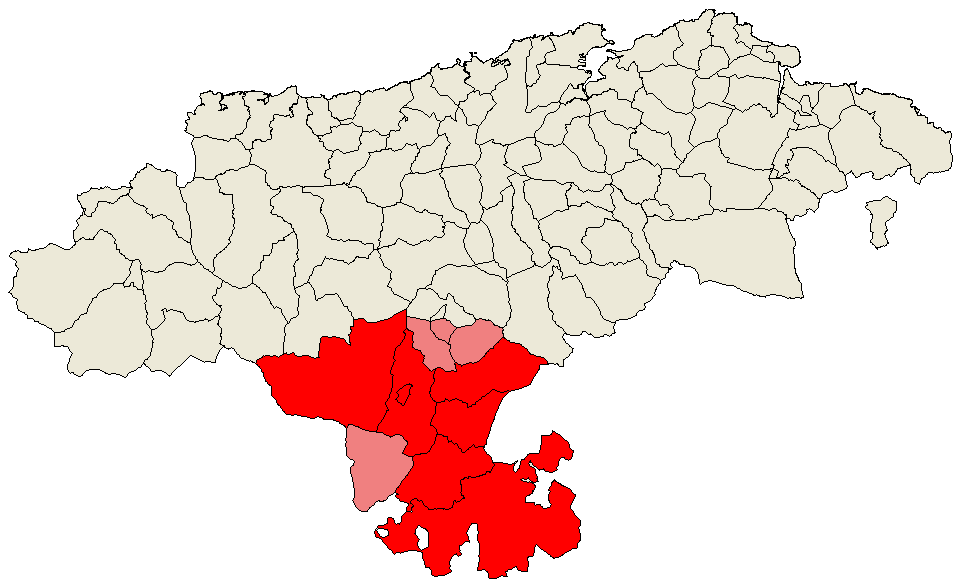
En rojo, la Cantabria del Ebro en sentido estricto. Con un tono más claro, el resto de municipios que componen la comarca de Campoo-Los Valles.

Cantabria del Ebro es el nombre que recibe la parte de la comunidad autónoma de Cantabria que vierte sus aguas a la cuenca hidrográfica del Ebro. Coincide en buena parte con la tradicional comarca cántabra de Campoo-Los Valles, que se encuentra en la parte sur de la comunidad, aunque no en su totalidad pues en esta comarca hay algunos municipios que vierten sus aguas al mar Cantábrico (concretamente, Pesquera, San Miguel de Aguayo y Santiurde de Reinosa) y hay otro que vierte sus aguas al Atlántico (el municipio de Valdeolea, a través del río Camesa).
Es una denominación que se utiliza de forma especial en el mundo de la meteorología, aunque con diferentes interpretaciones. Por lo general, el término «Campoo-Los Valles» o simplemente «Campoo» el más frecuente para referirse a esta zona de Cantabria.
Así pues, los municipios que forman parte de la Cantabria del Ebro son:
- Reinosa.
- Hermandad de Campoo de Suso.
- Campoo de Yuso.
- Campoo de Enmedio.
- Las Rozas de Valdearroyo.
- Valdeprado del Río.
- Valderredible.

Esta zona de Cantabria es una de las que tienen el clima más frío y donde más a menudo se producen nevadas. Gran parte de su paisaje está marcado por el cauce del río Ebro, que nace en ella y discurre sus primero kilómetros por Cantabria antes abandonarla y adentrarse en Castilla y León.